# Папян Ара Артушевич
Ара Артушевич Папян (вірм. Արա Արտուշի Պապյան, 6 червня 1961 року, Єреван) — вірменський юрист, дипломат, політолог та історик, колишній посол Вірменії в Канаді (2000—2006), очолює дослідницький центр Modus Vivendi.

## Життєпис

### Ранні роки
Народився 6 червня 1961 року в Єревані, Вірменська РСР. Служив військовим перекладачем в обмеженому контингенті радянських військ в Афганістані. У 1988—1989 роках керував Спілкою ветеранів-вірмен Афганської війни.

### Освіта
- 1984 рік − з відзнакою закінчив факультет сходознавства ЄДУ за спеціальністю «іранистика».
- 1989 рік − закінчив аспірантуру кафедри Історії вірменського народу ЄДУ
- 1994 рік − з відзнакою закінчив Дипломатичну академію МЗС Росії.
- 1998 рік − закінчив Оборонний коледж НАТО в Римі.
- 1999 рік − закінчив курс «Громадської дипломатії» в Оксфорді.

### Дипломатична служба

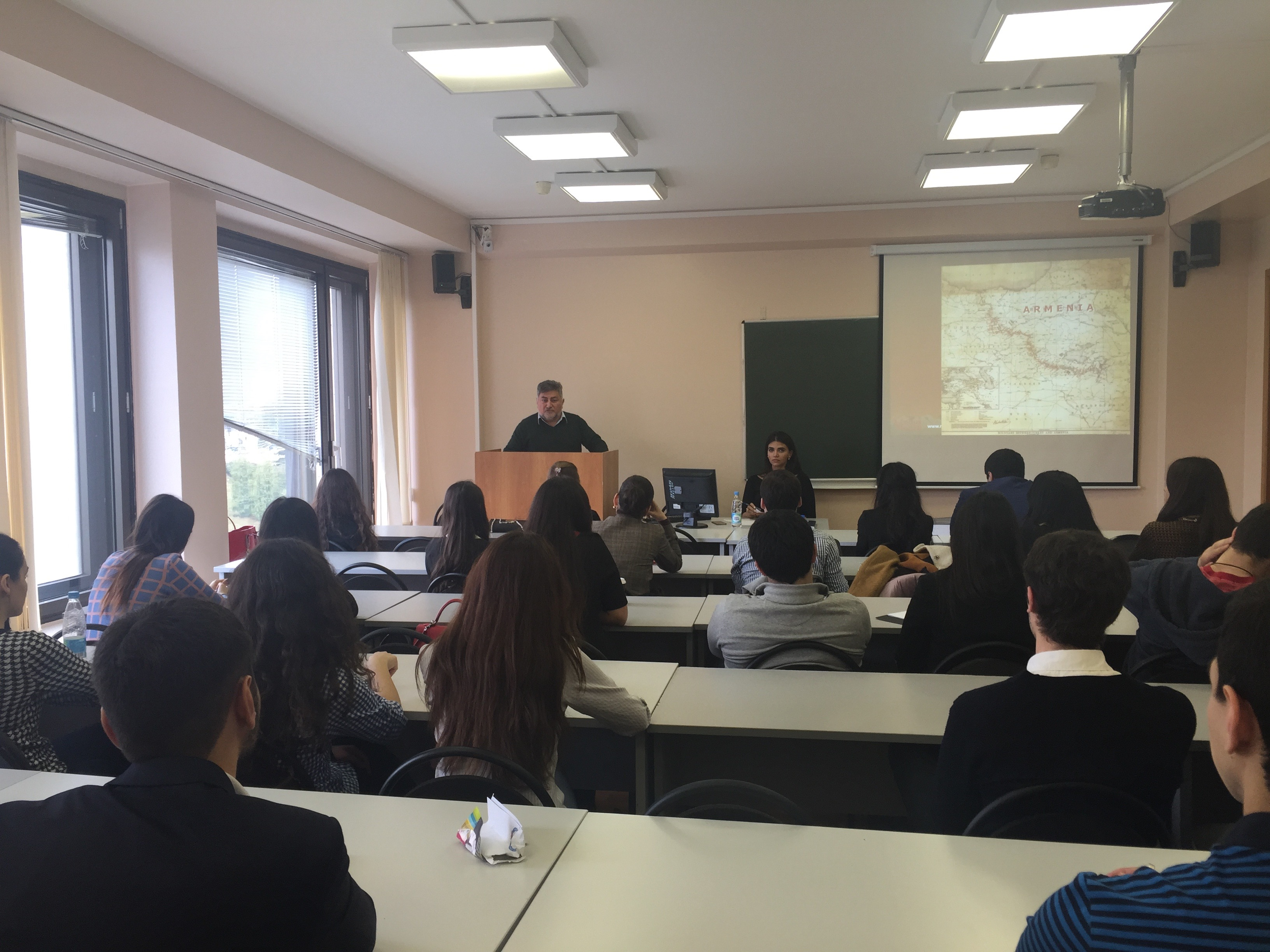
Ара Папян в МДІМВ

- 1999—2000 − прес-секретар МЗС Вірменії, начальник департаменту зв'язків з громадськістю.
- 1997—1999 − начальник відділу МЗС Вірменії по співпраці в області безпеки
- 1995—1997 − перший секретар посольства Вірменії в Румунії, тимчасовий повірений у справах Республіки Вірменія.
- 1994—1995 − начальник відділу Ірану МЗС Вірменії.
- 1992—1993 − другий секретар посольства Вірменії в Ірані.
- 1992 — другий секретар відділу МЗС Вірменії США і Канади, потім Ірану.
- 1989—1991 − викладач у навчальному комплексі Мелконян на Кіпрі.
- 1981—1982 та 1984−1986 − військовий перекладач в Афганістані.
- 2000—2006 − Надзвичайний і повноважний посол Республіки Вірменія в Канаді.

### Подальше життя

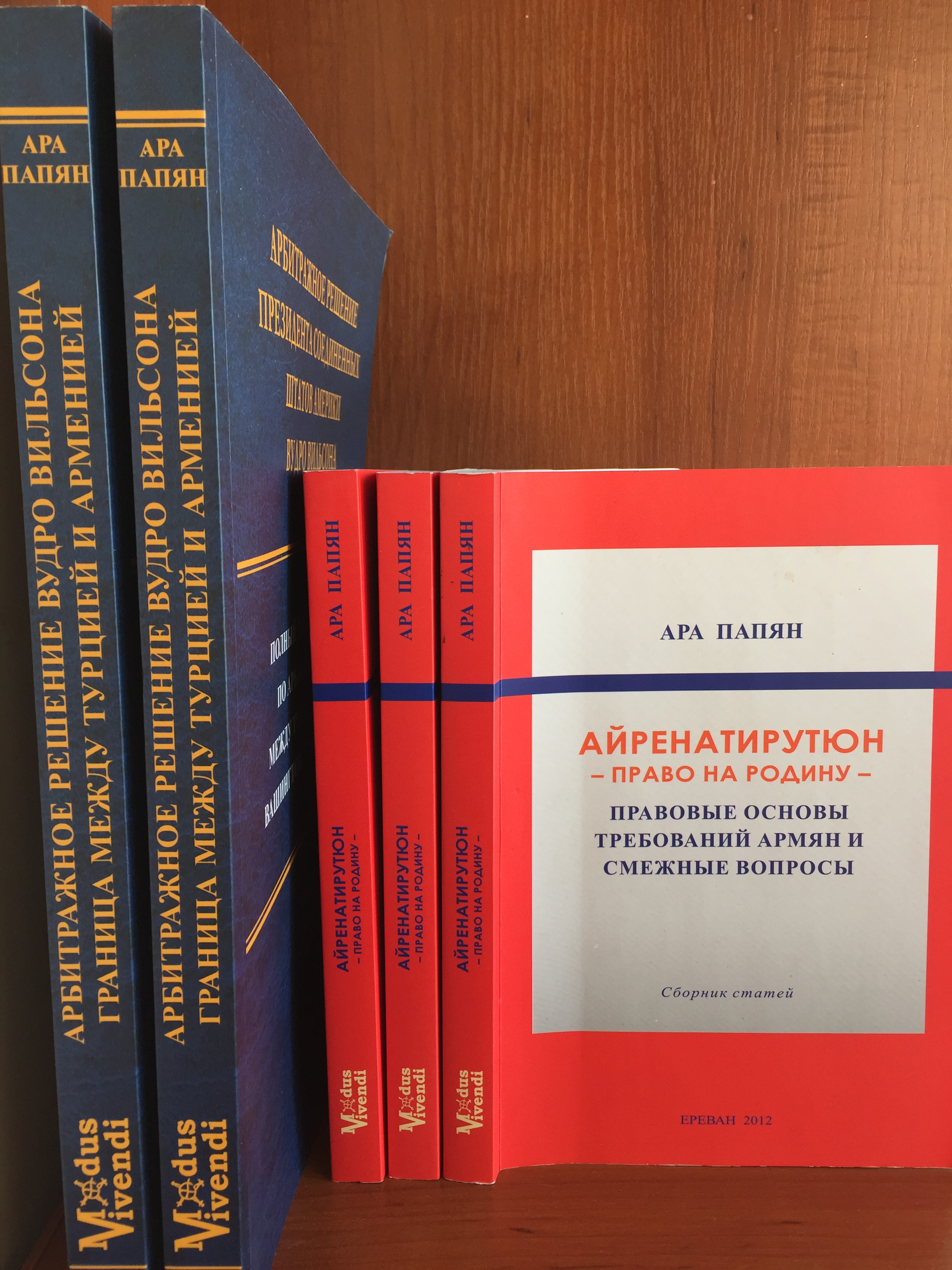
Книги «Айренатірутюн − право на батьківщину − правові основи вимог вірмен і суміжні питання» і «Арбітражне рішення президента Сполучених Штатів Америки Вудро Вільсона», видані центром Modus Vivendi

Після закінчення дипломатичної служби розпочинає вивчення юридичних аспектів вірменського питання, в тому числі статус Нагірного Карабаху, Вільсонівську Вірменію та ін. Виступав з великою кількістю лекцій в ряді країн.
Займається питаннями прав національних меншин і у своїх інтерв'ю не раз підкреслював, що Вірменія повинна підтримувати народи Азербайджану, позбавлені своєї державності (талишів, лезгін і ін) в питанні створення такої.
Заснував і керує центр «Modus Vivendi».

## Нагороди
Нагороджений 7 бойовими медалями і орденами.
- 2006 рік − нагороджений медаллю МЗС Канади «Corps Diplomatique».
- 2006 рік − нагороджений орденом Овнана Мандакуни Вірменської єпархії Канади.
- 2005 рік − Американським біографічним інститутом (ABI) визнаний «Людиною року».